# Karl Eisenhofer
Karl Eisenhofer (* 4. September 1934; † 4. Januar 2000) war ein deutscher Torhüter, der von 1962 bis 1965 bei Eintracht Frankfurt gespielt hat und in der ersten Saison der Fußball-Bundesliga, 1963/64, zwei Bundesligaspiele bestritten hat. Zuvor hatte er beim FSV Frankfurt in der damals erstklassigen Fußball-Oberliga Süd von 1959 bis 1962 63 Oberligaspiele absolviert.

## Laufbahn
Bis 1959 gehörte der Torhüter im Offenbacher Stadtteil Bieber dem dortigen Amateurverein Germania Bieber an. Von den „Gelbhemden“ aus dem Ortsteil Bieber-Waldhof wechselte er zur Runde 1959/60 in die Fußball-Oberliga Süd zum FSV Frankfurt. Sein Debüt in der Oberliga hatte er unter Trainer Ludwig Janda am 13. Spieltag der Vorrunde, am 29. November 1959, beim 5:3-Auswärtssieg gegen den FC Bayern Hof. Stammtorhüter war in dieser Runde Karlheinz Leichum, Eisenhofer kam beim FSV auf sechs Einsätze und die Bornheimer belegten mit dem Torschützen Berthold Buchenau (20 Tore) den neunten Platz. In den folgenden zwei Runden avancierte der Mann aus Bieber zum Stammtorhüter der Mannschaft vom Stadion am Bornheimer Hang. Fehlte er noch 1960/61 in drei Ligaspielen, so absolvierte er 1961/62 alle 30 Rundenspiele für den FSV Frankfurt. Hatten die Bornheimer sich noch 1960/61 in den zwei Lokalderbys gegen die Eintracht mit 1:1 und 2:4 mit respektablen Ergebnissen behaupten können, so war der Leistungsunterschied 1961/62 sehr deutlich: Mit 0:5 und 0:4 wurden die zwei Spiele gegen die lokale Nummer eins verloren. Mit dem 30. Spieltag, dem 15. April 1962, bei einer 0:1-Auswärtsniederlage beim FC Bayern Hof, verabschiedete sich Eisenhofer mit Mitspielern wie Gerd Menne, Werner Niebel, Rudolf Stracke und Friedel Späth mit dem FSV aus der Oberliga Süd. Als Vorletzter stiegen die Bornheimer aus der Oberliga ab und Eisenhofer nahm nach insgesamt 63 Oberligaeinsätzen beim FSV das Angebot von Eintracht Frankfurt an und wechselte an den Riederwald.
Egon Loy war die klare Nummer eins bei der Eintracht und Eisenhofer kam im letzten Jahr der alten Oberligaerstklassigkeit, 1962/63, unter Trainer Paul Oßwald zu keinem weiteren Einsatz. Im Debütjahr der Fußball-Bundesliga, 1963/64, kam er am 21. September und am 26. Oktober 1963 zu zwei Einsätzen in der Bundesliga. Am fünften Spieltag gewann er mit der Eintracht das Heimspiel gegen Eintracht Braunschweig mit 3:0 und am neunten Spieltag die Auswärtsbegegnung bei Hertha BSC mit 3:1 Toren. Im Achtelfinale des DFB-Pokal 1963/64, am 22. April 1964, hütete er das Eintrachttor beim 6:1-Heimsieg gegen den KSV Hessen Kassel. Als die Eintracht am 13. Juni 1964 in Stuttgart das Pokalfinale gegen 1860 München mit 0:2 Toren verlor, stand aber wieder Egon Loy im Tor. Nach Rundenende nahm Eisenhofer an der Südafrikareise mit Spielen in Bloemfontein, Kapstadt, Durban Addington FC, Johannesburg Highland Parks, Arcadia United Pretoria und Windhuk teil.
Da Loy auch 1964/65 alle 30 Ligaspiele für die Eintracht unter Trainer Ivica Horvath absolvierte und mit Peter Kunter ein neuer Torhüter für die neue Runde zur Eintracht kam, kehrte er zur Runde 1965/66 wieder zu seinem Heimatverein Germania Bieber zurück.